# Petr Průcha (právník)
Petr Průcha (* 4. února 1949 Brno) je český právník, vysokoškolský pedagog, působící na Katedře správní vědy a správního práva Právnické fakulty Masarykovy univerzity, a do roku 2019 soudce Nejvyššího správního soudu.

## Život
V roce 1976 absolvoval Právnickou fakultu Masarykovy univerzity (tehdy Universita Jana Evangelisty Purkyně v Brně), kde od té doby vyučuje správní právo. Býval členem KSČ. Od roku 1990 do roku 2003 byl vedoucím katedry správní vědy, správního práva a finančního práva (později pouze katedra správní vědy a správního práva), poté byl jmenován soudcem Nejvyššího správního soudu, kde zastává pozici předsedy senátu. K 31.12.2019 mu skončil mandát kvůli věku.
Roku 2015 získal ocenění Právník roku 2014 v kategorii Správní právo. Autor řady učebnic z oblasti správního práva hmotného i procesního, pro magisterské i bakalářské studium. 
Jeho dcerou je brněnská primátorka Markéta Vaňková.